# 괴산 연풍 풍락헌
괴산 연풍 풍락헌(槐山 延豊 豊樂軒)은 충청북도 괴산군 연풍면, 연풍초등학교에 있는 조선시대의 동헌 건축물이다. 1988년 9월 30일 충청북도의 유형문화재 제162호로 지정되었다.

## 개요
동헌은 옛 관청인 관아에서 업무를 처리하던 중심 건물을 가리킨다. 연풍동헌은 원래 현종 4년(1663) 현감 성희위가 처음 지었다고 한다. 지금 있는 건물은 영조 42년(1766)에 이전 건물이 낡아 당시 현감 이덕부가 남쪽에 새로 지어 풍락헌이라 이름 지은 건물이다. 1920년부터 당시 연풍보통학교 건물로 사용했으며 1972년 현 위치로 옮겨 연풍초등학교에서 관리하고 있다.
규모는 앞면 5칸·옆면 3칸이며 지붕은 옆면이 여덟 팔(八)자 모양인 팔작지붕이다. 지붕 처마를 받치기 위해 기둥 윗부분에 설치한 공포는 새 날개모양의 익공 양식으로 꾸몄다.

## 같이 보기
- 연풍초등학교

## 참고 자료
- 괴산 연풍 풍락헌 - 국가유산청 국가유산포털